# Penthouse (バンド)
Penthouse（ペントハウス）は、2018年に結成された日本の6人組「シティ・ソウル」バンドである。

## 概要
Penthouseは、東京大学の音楽サークルで出会った男女6名によって、2018年に結成された。「日常をちょっとおしゃれに彩る音楽」の探求をコンセプトに、「シティソウル」バンドとして活動を行う。なお、活動初期から標榜しているこの「シティソウル」という言葉については、バンドの音楽性を端的に表す言葉として「シティポップのキャッチーさとソウルのパワフルさを兼ね備える」という意味で考えた造語であり、元々は既存の「シティ・ソウル」というジャンルに属している意識はなかったという。
浪岡と大島の「パワフルな男女ツイン・ボーカル」を軸に、キーボードにはピアニストとして活動する角野 隼斗 / Cateenが参加。J-POP、R&B、ハードロック、クラシックなど、各メンバーの多様な音楽的背景のクロスオーバーと高度な技術によって生み出される、「洗練されたサウンド」が特徴である。結成当初から事務所に所属せずフリーで活動しており、YouTubeやSNSでオリジナル曲や独自のアレンジを加えたカバー曲などを公開しつつ、オリジナル曲は各種音楽配信サービスでの配信も行っている。主にボーカルの浪岡によって作曲されるオリジナル曲は、ポップ、ロック、ジャズ等の要素を含んだ幅広いレンジを持つ。歌詞は日本語詞と英語詞の曲がある。
また、メンバーのほとんどが普段は会社員として仕事をしながら音楽活動を行っている。こうした活動の形を通じて、仕事一本、音楽一本だけではない新しい生き方を提示するということもバンドのテーマの一つであり、むしろその活動形態が良い相乗効果を生んでいる、ということが各メンバーの口から語られている。
結成1年で、はレコード会社からのオファーを受けてV6に楽曲提供、結成2年で『スッキリ』（日本テレビ）に出演、全国放送でオリジナル曲の生演奏を披露するなど、その音楽と活動は早くから注目されている。2021年11月にビクターエンタテインメントからメジャー・デビュー。

## メンバー
浪岡 真太郎（なみおか しんたろう）
ボーカル、ギター、作詞・作曲担当。1993年岩手県生まれ、岩手県立盛岡第一高等学校、東京大学農学部卒業。
元通信系企業社員（2022年3月末退職）。Penthouse結成の発起人。高校の軽音部でボーカルを始める。70年代洋楽ハードロックに傾倒し、特にエアロスミスから強い影響を受けた。Penthouse結成前はハードロックバンド「QUORUM」のボーカルとして7年間活動。年間100回のライブ開催、サウス・バイ・サウスウエスト（SXSW）への出演、アメリカツアーなどを行った。Penthouseではボーカルのほか、オリジナル楽曲の作詞・作曲をメインで担当している。Vo.大島とはサークルの同期。
大島 真帆（おおしま まほ）
ボーカル担当。1994年東京都生まれ、日本女子大学附属高等学校、青山学院大学経済学部卒業。
人材系企業社員。幼いころから歌手を志し、特にDREAMS COME TRUEの吉田美和から強い影響を受けた。ライブではMCを担当している。Vo./Gt.浪岡とはサークルの同期。
矢野 慎太郎（やの しんたろう）
ギター担当。東京都生まれ、東京大学法学部卒業。
金融系企業社員。「じゃない方バンドマン」を自認し、浪岡ら「フロントマン」が楽曲制作や外部からの出演依頼等に時間を割けるよう、関係者との連絡・調整、スケジュール調整、タスク整理といったバンドの事務・企画業務も担っている。
大原 拓真（おおはら たくま）
ベース担当。東京都生まれ、聖光学院高等学校、東京大学文学部卒業。
元TBSテレビ社員（2023年8月25日退職）。動画編集、および一部楽曲の作詞・作曲も担当している。aikoのファン。
角野 隼斗 / Cateen（すみの はやと / かてぃん）
キーボード（ピアノ）担当。1995年、千葉県生まれ。開成高等学校、東京大学工学部卒業。東京大学大学院情報理工学系研究科修士課程修了。
ピアニスト「角野隼斗」としても精力的に活動している。浪岡とともに作曲を行うこともある。メンバーの中では最年少。
個人としての詳しい経歴・活動は「角野隼斗」を参照。
平井 辰典（ひらい たつのり）
ドラム担当。福井県生まれ、東京大学工学部卒業。メンバーの中では最年長。
製薬会社社員。宇多田ヒカルのファン。

## 来歴
ボーカルの浪岡が中心となり、東京大学の音楽サークル「POMP」のOB・OGによって2018年に結成された。浪岡は元々ハードロックバンド「QUORUM」に所属していたが、より幅広い層に訴求する音楽、という方向で新しいバンドを組むことを検討。サークルのOB合宿で演奏したのを機に、ベースの大原に声をかけ、話し合いながらメンバーを集めていった。「こういう音楽をやるからこのメンバーを集めよう」という意図はなく、バンドを長く続けていけるような人間関係を重視してメンバーを集めたという。
2019年6月19日、1st Single「Fireplace」をYouTubeに公開、SpotifyやApple Musicなど各音楽配信サービスでも配信を開始。YouTubeでの公開に合わせてバンドの公式SNSアカウントも開設している。7月には早くも2nd Single「夜と夢のはざまで」を発表。既存の曲に独自のアレンジを加えたり、複数の曲をマッシュアップしたりしてカバーした動画を次々に公開する一方、オリジナル曲の作成も進めていく。
2020年2月に3rd Single「Spotlight」を公開すると、2月23日には渋谷Living Room Cafeで初単独ライブを開催。SNS告知のみで30分でチケットは完売した。6月にYouTubeチャンネル登録者数およびTwitterフォロワーが1万人を突破。7月には4th Single「ロングサマー・ブレイク」、10月には5th Single「Stargazer」を発表。さらに同年9月には、レコード会社からのオファーを受けて、V6の52ndシングル『Its my life/PINEAPPLE』のC/W曲として「ただこのまま」を楽曲提供。作編曲、コーラス、演奏のすべてを担当した。また、12月にリリースされた、元『bmr』編集長の小渕晃監修によるシティ・ソウルをテーマとしたコンピレーション・アルバム『City Soul:Sparkle – Today’s Soul, AOR & Blue Eyed Soul』に、海外の人気アーティストの曲と並んで「Fireplace」が収録される。この選曲について小渕は「前半のハイライトとして選曲しました。その前の4曲は“Fireplace”を聴いてもらうためのもの」と語っている。同じころ、PenthouseによるEarth, Wind & Fireの「SEPTEMBER」のカバー音源が、Earth, Wind & Fireのアルバムジャケットを手掛けたイラストレーター、長岡秀星の展覧会「長岡秀星回顧展」（2020年12月8日-27日）のイメージソングに起用される。
2021年1月、6th Single「26時10分」を公開。この楽曲はiTunesのR&B/ソウルランキングで最高位3位を記録した。2月、タワーレコードのミュージック・レビュー・サイト「Mikiki」における「2021年期待の新人音楽アーティスト20」にPenthouseがラインナップされる。7th Single「雨の日は映画のように」に続き、4月に8th Single「...恋に落ちたら」を公開。「...恋に落ちたら」はiTunesのR&B/ソウルランキングで最高位1位を記録した。5月27日には日本テレビ系列の番組「スッキリ」でバンドとしてのTV初出演を果たし、スタジオで新曲「...恋に落ちたら」を生演奏した。なお、この出演は番組内の「#SHOWCASE」というコーナーでマンスリーMCを務めていたピアニストの清塚信也が「いまオススメしたい3組」のうちの1組としてPenthouseを紹介したことにより実現したものである。この放送を見たことがきっかけでPenthouseを知ったという嵐の櫻井翔は、『週刊TVガイド』2021年6月25日号にて、「最近よく聴いている音楽」としてPenthouseを挙げ、「ドハマリして」いる、「グルーヴ感がめちゃめちゃカッコいい」と述べている。2021年9月には約1年半ぶり2回目となる対面でのワンマンライブを、ビルボード東京にて開催。約1ヶ月前に一般発売されたチケットは即日ソールドアウトした。このライブで初披露された9th Single「Jukebox Driver」は9月15日に配信された。
11月24日、ビクターエンターテインメントから1st EP「Living Room」をリリースし、メジャー・デビューを果たす。同じ時期にバンドのオフィシャルサイトも公開されている。EPリリースに先駆け、リード曲「Change the world」が11月3日に先行配信された。なお同曲のMV撮影時、Pfの角野は海外滞在中だったため、MVには現地で自撮りした映像が組み込まれている。

## ディスコグラフィ

### インディーズ

#### 配信限定シングル
|     | 公開日         | タイトル               | 備考                                                                                   |
| --- | -------------- | ---------------------- | -------------------------------------------------------------------------------------- |
| 1st | 2019年6月20日  | Fireplace              | 作詞は浪岡、大島が担当                                                                 |
| 2nd | 2019年7月18日  | 夜と夢のはざまで       | 作詞・作曲とも大原が担当                                                               |
| 3rd | 2020年2月15日  | Spotlight              | 作詞は浪岡、大島、大原が担当                                                           |
| 4th | 2020年7月26日  | ロングサマー・ブレイク | 作詞は浪岡、矢野が担当                                                                 |
| 5th | 2020年10月24日 | Stargazer              | 作詞は浪岡、大島が担当。作曲はメンバー全員での共作                                     |
| 6th | 2021年2月2日   | 26時10分               | 作詞は浪岡、大原、作曲は浪岡、角野が担当。Mix Engineerとして生駒龍之介 (Ikoman) が参加 |
| 7th | 2021年2月20日  | 雨の日は映画のように   | 作詞は浪岡、大原が担当                                                                 |
| 8th | 2021年5月8日   | ...恋に落ちたら        | 作詞は浪岡、大原が担当。Mix Engineerとして生駒龍之介 (Ikoman) が参加                   |
| 9th | 2021年9月15日  | Jukebox Driver         | 作詞・作曲とも浪岡が担当。Mix Engineerとして生駒龍之介 (Ikoman) が参加                 |

*「公開日」には公式サイトのDiscographyにおける日付を記載。インディーズ時代のYouTubeでの楽曲動画公開は、この日付よりも早いことが多い。

#### 参加アルバム
| 発売日         | タイトル                                                                             | 収録曲        | 備考                    |
| -------------- | ------------------------------------------------------------------------------------ | ------------- | ----------------------- |
| 2020年12月23日 | コンピレーションアルバム「City Soul:Sparkle - Today's Soul, AOR & Blue Eyed Soul -」 | 「Fireplace」 | CD/デジタル同時リリース |

### メジャー

#### 配信限定シングル
|      | 公開日         | タイトル               | 備考                                                                  |
| ---- | -------------- | ---------------------- | --------------------------------------------------------------------- |
| 1st  | 2022年2月9日   | 単焦点                 | 作詞：大原拓真・浪岡真太郎/作曲：浪岡真太郎                           |
| 2nd  | 2022年4月8日   | 流星群                 | 作詞：大島真帆・大原拓真・浪岡真太郎/作曲：浪岡真太郎                 |
| 3rd  | 2022年5月11日  | 恋標                   | 作詞：大原拓真・大島真帆・浪岡真太郎/作曲：浪岡真太郎/編曲：Penthouse |
| 4th  | 2022年7月27日  | 雨宿り                 | 漫画「私がヒモを飼うなんて」インスパイアソング                        |
| 5th  | 2022年10月26日 | 閃光花                 |                                                                       |
| 6th  | 2023年1月11日  | Take Me Maybe          |                                                                       |
| 7th  | 2023年7月12日  | 夏に願いを             |                                                                       |
| 8th  | 2023年10月25日 | アイデンティファイ     |                                                                       |
| 9th  | 2023年12月20日 | ぼくらが旅に出る理由   | 小沢健二のカバー                                                      |
| 10th | 2024年1月24日  | フライデーズハイ       | 日産「X-TRAIL e-4ORCE」CMソング                                       |
| 11th | 2024年4月3日   | 我愛你                 | テレビ東京ドラマNEXT『好きなオトコと別れたい』主題歌                  |
| 12th | 2024年7月17日  | 花束のような人生を君に | 関西テレビドラマ『そんな家族なら捨てちゃえば?』主題歌                 |
| 13th | 2024年8月7日   | 一難                   | ショートドラマ『トリッパーズ』主題歌                                  |

#### Digital EP
|     | 発売日         | タイトル    | 収録曲 | 備考                                                  |
| --- | -------------- | ----------- | --- | ----------------------------------------------------- |
| 1st | 2021年11月24日 | Living Room | 1. Change the world 2. ...恋に落ちたら 3. Alright 4. Jukebox Driver 5. あなたゆずり 6. Fireplace (Re-recorded) | リード曲「Change the world」を2021年11月3日に先行配信 |

### アルバム
|     | 発売日        | タイトル | 規格品番                               | 収録曲 | 備考             |
| --- | ------------- | -------- | -------------------------------------- | --- | ---------------- |
| 1st | 2023年3月29日 | Balcony  | VIZL-2172:初回限定盤 VICL-65794:通常盤 | 1. 蜘蛛ノ糸 2. 流星群 3. Live in This Way 4. 恋標 5. Slow & Easy! 6. 雨宿り 7. 単焦点 8. Something Stupid 9. Take Me Maybe 10. 閃光花                                                      | オリコン最高14位 |
| 2nd | 2024年11月6日 | Laundry  |                                        | 1. Taxi to the Moon 2. 我愛你 3. 夏に願いを 4. Raise Your Hands Up 5. フライデーズハイ 6. 花束のような人生を君に 7. 一難 8. Kitchen (Feat. 9m88) 9. アイデンティファイ 10. Whisky And Coke |                  |

### 参加作品
| 発売日       | タイトル                               | 収録曲                             | 備考         |
| ------------ | -------------------------------------- | ---------------------------------- | ------------ |
| 2022年6月9日 | ゴスペラーズ『Keep It Goin' On』       | Keep It Goin' On (feat. Penthouse) | 配信シングル |
| 2022年7月6日 | ゴスペラーズ『The Gospellers Works 2』 | Keep It Goin' On (feat. Penthouse) | アルバム     |

## ミュージックビデオ
| 公開日     | 監督                    | 曲名                   | 備考                 |
| ---------- | ----------------------- | ---------------------- | -------------------- |
| 2019/06/18 | 坂田アナン              | Fireplace              |                      |
| 2019/07/15 |                         | 夜と夢のはざまで       |                      |
| 2020/02/08 | おと / Oto Kawamata     | Spotlight              |                      |
| 2020/07/18 | Oto Kawamata/Kto Suzuki | ロングサマー・ブレイク |                      |
| 2020/10/17 | 坂田アナン              | Stargazer              |                      |
| 2021/01/16 | Kto Suzuki              | 26時10分               |                      |
| 2021/02/13 | 相転移スイッチ          | 雨の日は映画のように   |                      |
| 2021/04/24 | Kto Suzuki              | ...恋に落ちたら        |                      |
| 2021/09/15 | Katsuaki Ishii          | Jukebox Driver         |                      |
| 2021/11/03 | 鳥畑恵美莉              | Change the world       |                      |
| 2021/12/08 | twotwotwo               | あなたゆずり           |                      |
| 2022/02/09 | Shinichiro Kobayashi    | 単焦点                 |                      |
| 2022/02/09 | Shinichiro Kobayashi    | 流星群                 | 出演：田中梨瑚       |
| 2022/05/18 | Shinichiro Kobayashi    | 恋標                   | 出演：飛葉大樹, Momo |
| 2022/08/03 | 川崎龍弥                | 雨宿り                 |                      |
| 2022/10/26 | 草野翔吾                | 閃光花                 |                      |
| 2023/01/25 | Shinichiro Kobayashi    | Take Me Maybe          |                      |
| 2023/03/22 | 水野那央貴              | 蜘蛛ノ糸               | 出演：井桁弘恵       |
| 2023/07/12 | twotwotwo               | 夏に願いを             |                      |
| 2023/10/27 | Foolish                 | アイデンティファイ     |                      |
| 2024/01/24 | Shigeru Imamura         | フライデーズハイ       |                      |
| 2024/04/10 | YERD                    | 我愛你                 |                      |

## 出演ライブ

### ワンマンライブ・主催イベント
| 年   | 日程     | 公演名                                                | 会場                               | 備考                                                                    |
| ---- | -------- | ----------------------------------------------------- | ---------------------------------- | ----------------------------------------------------------------------- |
| 2020 | 2月23日  | Penthouse 単独公演 “City Soul Society”                | 渋谷 eplus LIVING ROOM CAFE&DINING |                                                                         |
| 2021 | 9月7日   | Penthouse Live “City Soul Society vol.2”              | ビルボードライブ東京               | - 昼・夜2回公演 - チケットは約1か月前に一般発売され、即日ソールドアウト |
| 2022 | 1月16日  | Penthouse ONE MAN LIVE TOUR “Living Room”             | Music Club JANUS（大阪）           | 各日程、昼・夜2回公演                                                   |
| 2022 | 2月26日  | Penthouse ONE MAN LIVE TOUR “Living Room”             | duo MUSIC EXCHANGE（東京・渋谷）   | 各日程、昼・夜2回公演                                                   |
| 2022 | 7月8日   | Penthouse TikTok LIVE at SAIZEN                       | オンライン                         | オンラインライブ                                                        |
| 2022 | 11月3日  | 『City Soul Society Vol.3 -The Affair and The Coke-』 | Electric Lady Land                 |                                                                         |
| 2022 | 11月6日  | 『City Soul Society Vol.3 -The Affair and The Coke-』 | COOL JAPAN PARK OSAKA TTホール     |                                                                         |
| 2022 | 11月14日 | 『City Soul Society Vol.3 -The Affair and The Coke-』 | 豊洲PIT                            |                                                                         |

### その他のライブ・イベント
| 開催日         | 公演名                                               | 会場                     | 備考                                        |
| -------------- | ---------------------------------------------------- | ------------------------ | ------------------------------------------- |
| 2020年11月23日 | Be Choir presents “Possibility vol.3”                | （配信限定）             | 虹色侍・ずまとのコラボ出演                  |
| 2021年2月21日  | 配信限定3マンライブ「こたつdeゴホウビ」              | （配信限定）             | ゴホウビ（主催）、Dannie Mayとの3マンライブ |
| 2021年4月17日  | YOU MAKE SHIBUYA VIRTUAL MUSIC LIVE powered by au 5G | （配信限定）             | バーチャル音楽ライブイベント                |
| 2022年7月24日  | ジャイガ-OSAKA GIGANTIC MUSIC FESTIVAL 2022-         | 舞洲スポーツアイランド   |                                             |
| 2022年7月31日  | フジロックフェスティバル'22                          | 苗場食堂 at 苗場スキー場 |                                             |